# Астробой (мультфильм, 2009)
«Астробой» (англ. Astro Boy) — полнометражный компьютерный анимационный фильм режиссёра Дэвида Бауэрса, созданный по мотивам одноимённой популярной манги и аниме Осаму Тэдзуки.
Сценарий написал (de facto адаптировал мангу Тэдзуки для работы с фильмом) Тимоти Харрис.
Фильм снят компаниями Tezuka Production Company Ltd. и Imagi Animation Studios.
Кроме Пилара Флинна фильм также продюсировали Мэрианн Гаргер, Френсис Као, Ёсихиро Симицу, Марк Торбокс.

## Сюжет
Действие разворачивается в футуристическом городе Метро-сити, висящем в воздухе. Здесь людям повсюду и во всём помогают роботы. Главным инженером по созданию этих машин является гениальный учёный доктор Тэнма. Он один воспитывает Тоби, малолетнего вундеркинда, способного за несколько секунд решить сложнейшую контрольную.
Как и все мальчики, Тоби очень интересуется оружием и военной техникой, и это становится причиной трагедии. Коллега Тэнмы, доктор Элифан, однажды создал из остатков разрушенной кометы два энергетических ядра; одно ядро состоит только из положительной энергии и имеет голубой цвет, а второе — только из отрицательной и обладает красным цветом. Генерал Стоун, мечтающий заполучить уважение граждан, хочет использовать Красное Ядро для создания сверхоружия. По его приказу Ядро помещают внутрь громадного робота Миротворца. Во время испытаний Тоби случайно оказывается в одной камере с Миротворцем, который обезумел и попытался уничтожить весь персонал здания, выпустив энергетический заряд. Тоби распылило во взрыве, и уцелела лишь его кепка.
Тэнма очень тоскует по сыну, и решается на отчаянный шаг — воскресить Тоби в качестве киборга, используя для этого ДНК из волоса, архивную копию его памяти, и Голубое Ядро. Однако вскоре доктор понимает, что новый «Тоби», хоть и созданный с использованием передовых технологий, никогда не заменит прежнего.
До поры до времени Тоби не подозревает, что он — не человек, пока однажды не открывает в себе способность к полёту и бурению земли кулаками. Но только мальчик собирается похвастаться отцу, как из подслушанного разговора Тэнмы с Элифаном он узнаёт правду о себе. Тоби понимает, что ему не место в Метрополисе, и решает улететь (пока его не находят войска Стоуна и не атакуют всеми силами, что тот падает на поверхность).
Попав на землю полную мусора, из-за которого Метрополис подняли в небо (ведь предки жителей Метрополиса знали, что грядут «перемены»), Тоби знакомится с четырьмя детьми и робопсом, и становится для них другом; они зовут его «Астро» (ему помогли Революционная Команда Роботов с целью спасти больше роботов от рук Хемэгга и других людей, желающих использовать их во имя злых умыслов). Пёс Мусорка пытается разоблачить Астро, который притворяется человеком, но безуспешно. Больше всех Тоби сближается с Корой; девочка когда-то жила в Метрополисе, но сбежала от родителей. Она не оставляет надежд связаться с ними. Тоби помогает ребятам восстановить старого робота Зога, но его разоблачает Хемэгг, который не видит в роботах ничего, кроме бездушных машин. Тоби по его воле принимает участие в гладиаторских боях и всех побеждает. Вскоре он вынужден вернуться в Метрополис, поскольку коварный президент Стоун намерен забрать Голубое Ядро ради переизбрания.
В итоге он берёт Астро в плен, и заставляет Тэнму деактивировать его (если бы он не согласился, его бы арестовали вместе с Элифаном). Тэнма не решается предать сына и помогает ему сбежать. Тоби вступает в схватку с Миротворцем, который перезагрузился и слился со Стоуном. Астробой побеждает его ценой жизни, заодно поставив на землю Метрополис. Зог в долгу перед юным андроидом, а потому отдаёт ему часть энергии Голубого Ядра, с помощью которой был включен. Тоби снова оживает, и окончательно мирится с отцом и Корой. Но вдруг прилетает огромный шарообразный пришелец. Тоби понимает, что его судьба — быть супергероем, и улетает сражаться с пришельцем.

## Роли озвучивали
- Фредди Хаймор — Тоби Тэнма/Астробой
- Николас Кейдж — доктор Билл Тэнма
- Билл Найи — доктор Элифан, Роботски
- Дональд Сазерленд — Генерал Стоун
- Кристен Белл — Кора, девочка со свалки
- Юджин Леви — Оррин, домашний робот доктора Тэнмы и его сына
- Мэтт Лукас — Спаркс, лидер роботов-забастовщиков
- Нейтан Лейн — Хемэгг, самопровозглашенный опекун Коры, Грейс, Сэма и других беспризорников
- Мадлен Кэрролл — Виджет, сестра-близнец Сладжа
- Стерлинг Бомон — Сладж, брат-близнец Виджет
- Семюэл. Л. Джексон — Зог

## Критика
На агрегаторе рецензий Rotten Tomatoes рейтинг одобрения составляет 50 % на основе 139 рецензий со средней оценкой 5,6 балла из 10. Консенсус веб-сайта гласит: «Хотя он не очень оригинален и, похоже, имеет политические идеи, которые могут вызвать раздражение у некоторых зрителей, „Астробой“ может похвастаться достаточным количеством острых визуальных ощущений, чтобы удовлетворить свою целевую аудиторию». На Metacritic средневзвешенная оценка, основанная на 22 рецензиях, составила 53 балла из 100, что указывает на «смешанные или средние отзывы». Роджер Эберт дал фильму три звезды из четырёх, заявив: «В фильме мало интересного сюжета и много сцен. Тем не менее „Астробой“ лучше, чем большинство его конкурентов, таких как „Монстры против пришельцев“ и „Кунг-фу Панда“».

## Видеоигра
20 октября 2009 года компания D3 выпустила видеоигру Astro Boy: The Video Game по мотивам мультфильма. Над версиями для Wii, PlayStation 2 и PSP трудились разработчики High Voltage Software, а над версией Nintendo DS — компания Art Co., Ltd. В Astro Boy: The Video Game игроки могут примерить на себя роль Астробоя и спасти Метро-Сити от злодеев и армии роботов.